# Carmen Ionesco
Carmen Ionesco, wcześniej Ionescu (ur. 28 lipca 1951 w Bukareszcie) – rumuńska, a następnie kanadyjska lekkoatletka, specjalistka rzutu dyskiem i pchnięcia kulą, dwukrotna medalistka igrzysk Wspólnoty Narodów, dwukrotna olimpijka.

## Kariera sportowa
Jako reprezentantka Rumunii wystąpiła w rzucie dyskiem na igrzyskach olimpijskich w 1972 w Monachium, zajmując w finale 7. miejsce.
Później wyemigrowała do Kanady. Zaczęła wtedy używać pisowni nazwiska Ionesco. Wystąpiła w barwach tego państwa na igrzyskach Wspólnoty Narodów w 1978 w Edmonton, zdobywając dwa medale: złoty w rzucie dyskiem (wyprzedzając Gael Mulhall z Australii i swą koleżankę z reprezentacji Kanady Lucette Moreau) oraz srebrny w pchnięciu kulą (za Mulhall, a przed Judy Oakes z Anglii). Na igrzyskach panamerykańskich w 1979 w San Juan zdobyła brązowe medale w pchnięciu kulą, za Maríą Eleną Sarríą z Kuby i Maren Seidler ze Stanów Zjednoczonych, oraz w rzucie dyskiem, za Kubankami Carmen Romero i Maríą Cristiną Betancourt. Zajęła 4. miejsce w rzucie dyskiem i 6. miejsce w pchnięciu kulą na igrzyskach Wspólnoty Narodów w 1982 w Brisbane. Na igrzyskach olimpijskich w 1984 w Los Angeles zajęła 12. miejsce w pchnięciu kulą i odpadła w kwalifikacjach rzutu dyskiem (zajęła w nich 13. miejsce).
Ionesco była mistrzynią Kanady w pchnięciu kulą w 1975, 1978, 1981 i 1982 oraz w rzucie dyskiem w 1973, 1975, 1978, 1979, 1981, 1982 i 1984, a także wicemistrzynią w pchnięciu kulą w 1973 i 1980 oraz w rzucie dyskiem w 1980 i 1985.
Dwukrotnie poprawiała rekord Kanady w pchnięciu kulą do rezultatu 17,17 m, uzyskanego 20 czerwca 1979 w Laval oraz dwukrotnie w rzucie dyskiem do wyniku 62,72 m, uzyskanego 23 sierpnia 1979 w Montrealu. Jej wynik w rzucie dyskiem jest do tej pory (listopad 2020) rekordem Kanady.

## Życie prywatne
Jej młodsza siostra Florența Crăciunescu (1955–2008) również była dyskobolką i kulomiotką, medalistką igrzysk olimpijskich w 1984 w rzucie dyskiem.